# 鍾離斐
鍾離斐，生卒年及籍貫不明，三國時期東吳後期將領。
陸機《辯亡論》言「丁奉、鍾離斐以武毅稱」，唯無史跡可尋。與黎斐僅相差「鍾」字，又「離斐」與「黎斐」讀音相同，疑為同一人。孫吳太平二年（257年），曹魏大將軍諸葛誕佔據壽春投降東吳，魏軍包圍壽春。吳國大將軍孫綝大舉出兵，屯駐鑊里（今巢湖之東岸），派遣朱異、唐咨等前去救援，後來又遣朱異率領丁奉、黎斐、任度、朱增及張震五人前往解圍。